# Zuccarello
Zuccarello (ligur nyelven Süccaèllu) település Olaszországban, Liguria régióban, Savona megyében. Lakosainak száma 280 fő (2023. január 1.). Zuccarello Balestrino, Castelbianco, Castelvecchio di Rocca Barbena, Cisano sul Neva, Erli és Arnasco községekkel határos.

## Népesség
A település lakossága az elmúlt években az alábbi módon változott:
| Lakosok száma | 313  | 317  | 280  |
|               | 2017 | 2018 | 2023 |